# 神山由美子
神山由美子（1958年11月18日—）是日本兵庫縣出身的劇本作家。畢業自昭和女子大學和松竹劇本研究所（松竹シナリオ研究所）。曾入圍第14回城戶賞。

## 作品
- 惡女（悪女，1992年，富士電視台）
- 草莓白書（いちご白書，1993年，朝日電視台）
- 焦躁不安的馬（じゃじゃ馬ならし，1993年，富士電視台）
- 人的不幸是甜的（ひとの不幸は蜜の味，1994年，TBS）
- 在房間裡喔（部屋においでよ，1995年，TBS）
- Only You（オンリー・ユー～愛されて～，1996年，日本電視台）
- 巴爾米天空（天うらら，1998年，NHK）
- 海峽（海峡，1997年/1999年・NHK）
- 深潛～八犬傳2001～（深く潜れ～八犬伝2001～，2000年，NHK）
- Fighting Girl（2001年，富士電視台）
- 週六娛樂劇場 實錄 福田和子（金曜エンタテイメント 実録 福田和子，2002年，富士電視台）
- 初體驗（初体験，2002年，富士電視台）
- 黑皮記事本（黒革の手帖，2004年，朝日電視台）
- 鐵線蕨的憂鬱（アジアンタムブルー，2006年）
- 對岸的戀人（対岸の彼女，2006年・WOWOW）
- 子宮的記憶 這裡有你（子宮の記憶 ここにあなたがいる，2007年）
- 松本清張・最終章 壞傢伙（松本清張・最終章 わるいやつら，2007年，朝日電視台、朝日放送（ABC））
- 說不出口的再見（さよならが言えなくて，2009年，朝日放送）
- 白旗少女（白旗の少女，2009年，東京電視台）
- 美麗鄰人（2011年，關西電視台）

## 外部連結
- 神山由美子個人資料 （页面存档备份，存于）